# Droupt-Saint-Basle
Droupt-Saint-Basle település Franciaországban, Aube megyében. Lakosainak száma 342 fő (2022. január 1.). Droupt-Saint-Basle Droupt-Sainte-Marie, Les Grandes-Chapelles, Prémierfait, Rilly-Sainte-Syre, Saint-Mesmin és Vallant-Saint-Georges községekkel határos.

## Népesség
A település népessége az elmúlt években az alábbi módon változott:
| Lakosok száma | 258  | 247  | 288  | 297  | 353  | 352  | 355  | 360  | 354  | 342  |
|               | 1968 | 1982 | 1990 | 2006 | 2013 | 2015 | 2017 | 2019 | 2020 | 2022 |